# منتون (آلاباما)
منتون (به انگلیسی: Mentone) شهری در شهرستان دیکلب ایالت آلاباما است که مساحت آن ۱۲٫۱۲ کیلومتر مربع است و در سرشماری سال ۲۰۱۰ میلادی، ۳۶۰ نفر جمعیت داشته و تراکم جمعیتی آن، ۲۹٫۷ نفر در هر کیلومتر مربع بوده است.